# Hannes Thonhofer
Hannes Thonhofer (...) è un ex sciatore alpino austriaco.

## Biografia
Discesista puro, Thonhofer in Coppa Europa nella stagione 1979-1980 si piazzò 3º nella classifica di specialità; non prese parte a rassegne olimpiche né ottenne piazzamenti in Coppa del Mondo o ai Campionati mondiali.